# Pau Mimó i Raventós

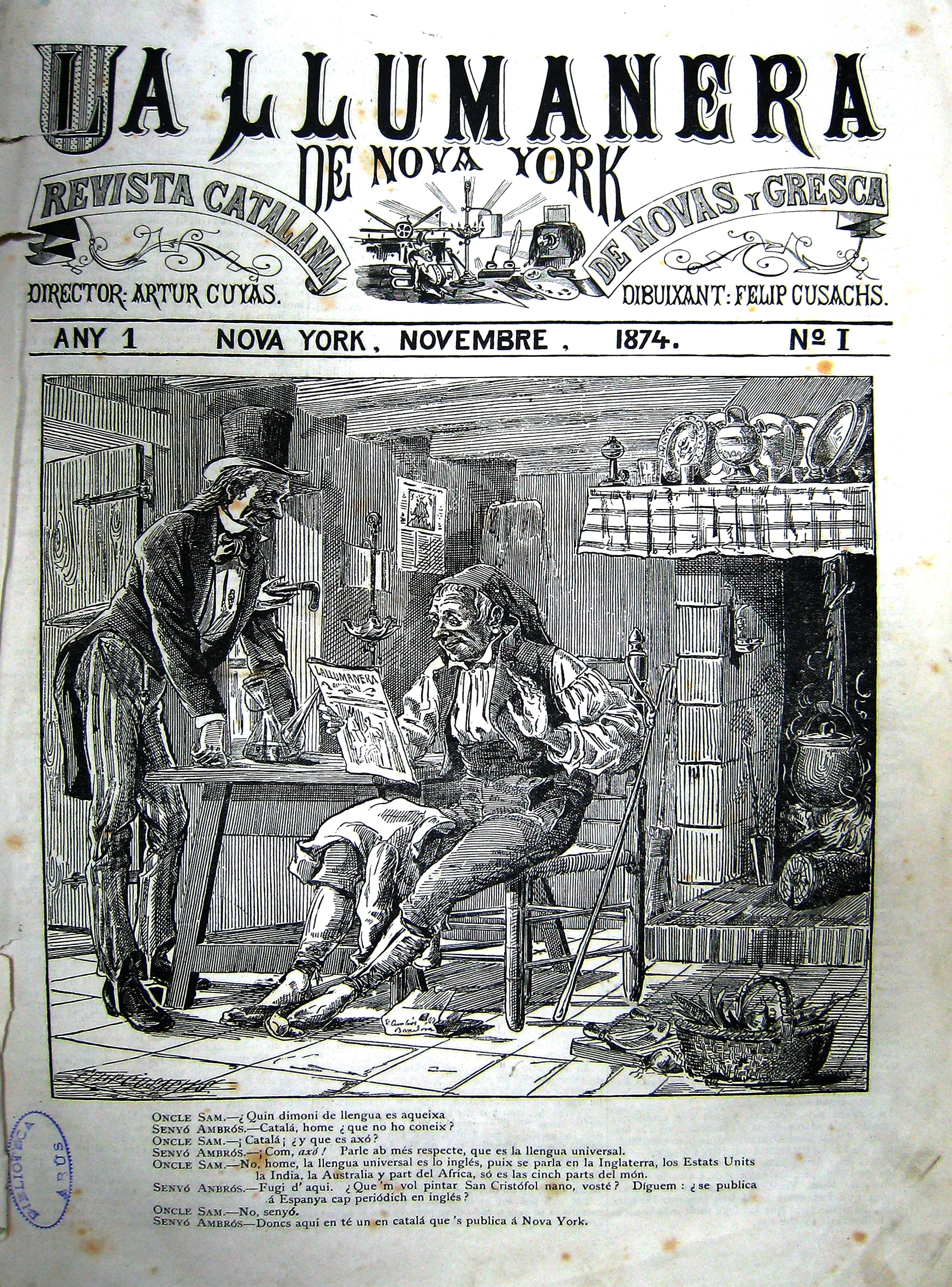
Una de les portades de La Llumanera de Nova York, en la que hi col·laborà Pau Mimó

Pau Mimó i Raventós (Vilanova i la Geltrú, 8 de febrer de 1813 - 10 d'agost de 1892) fou un pedagog català de pares humils pel que tingué de dedicar-se a un ofici.
Ja jove, es traslladà a l'Havana (Cuba) i allà es dedicà a instruir-se les estones que li deixava lliure la feina, i d'aquesta forma estudià la carrera de pilotatge. S'embarcà com agregat, i com que en arribar a Barcelona no li validaren els estudis fets, prengué el títol de mestre, i establí una escola en el seu poble nadiu. Persistí amb el mateix afany la dedicació al seus estudis, i alguns anys després prengué el títol de mestre superior, i establí el primer col·legi. Col·laborà i durant molts temps fou director del Diario de Villanueva y Geltrú.
Es traslladà a Barcelona, i allà establí un col·legi en col·laboració amb els seus fills, famós pels bons deixebles que sortiren d'ell, fins que es feu càrrec del mateix el seu fill gran Claudi Mimó i Caba; de bell nou es traslladà a Vilanova i tornà a tindre una escola fins a poc temps abans de morir.
Col·laborà en la revista catalana La Llumanera de Nova York, i en diverses publicacions de caràcter pedagògic. Va escriure, en col·laboració amb el seu fill gran, una Gramàtica castellana, una Geografia elemental, uns Principios de Aritmética i una Primera parte completa de Aritmética.